# Twinkie Defense
Twinkie Defense ist eine in den USA verwendete, ironisch-spöttische Bezeichnung für eine bestimmte Art der Argumentation, mit der Verteidiger ihre Mandanten, die wegen einer Straftat vor Gericht stehen, zu entlasten versuchen, damit das Urteil milder ausfällt. Der Begriff entstammt ursprünglich nicht der Rechtssprache, sondern wurde während der Berichterstattung über das Gerichtsverfahren gegen Dan White, der im November 1978 in San Francisco den Stadtrat Harvey Milk und den Oberbürgermeister George Moscone ermordet hatte, vom Satiriker Paul Krassner geprägt und wird seither in den Medien und allgemein für derartige Rechtfertigungen benutzt.
In dem betreffenden Verfahren wurde die Straftat nicht bestritten, sondern auf verminderte Schuldfähigkeit aufgrund von Depressionen plädiert. Der Psychiater Martin Blinder sagte aus, der Angeklagte hätte in den vorausgegangenen Jahren deutliche Verhaltensänderungen durchgemacht, und führte hierbei unter anderem an, dass White, früherer Fitnessfanatiker, seine Ernährung auf Junkfood und hochgradig zuckerhaltige Softdrinks wie Coca-Cola umgestellt hatte. Ein weiterer Psychiater, George Solomon, sagte aus, White sei zur Zeit der Morde ohne Selbstkontrolle gewesen und hätte wie ferngesteuert gehandelt. Zwar gaben die Verteidiger von White den Konsum zuckerhaltiger Nahrung nie als Grund für die Depression an, sondern vielmehr als Symptom, jedoch wurde dies in der Presse nach dem Prozess wiederholt falsch dargestellt. Der Begriff „Twinkie defense“ selbst geht auf Krassner zurück, der Twinkies, mit Creme gefüllte Gebäckstücke mit hohem Zuckergehalt, exemplarisch für die ungesunde Ernährung Whites heranzog.